# Otto Wilhelm Beuthan
Otto Wilhelm Beuthan (* 28. Mai 1885 in Sternberg; † 22. März 1965 in Ost-Berlin) war ein deutscher Widerstandskämpfer gegen den Nationalsozialismus.

## Leben
Beuthan arbeitete als Maler. Im Ersten Weltkrieg diente er in Berlin. Er war Parteimitglied in der SPD und im Reichsbanner Schwarz-Rot-Gold. Laut eigener Aussage war er an der Niederschlagung des Kapp-Putsches beteiligt. Ab 1931 arbeitete er im Bezirksamt Friedrichshain, wurde jedoch nach der Machtergreifung fristlos gekündigt.
Trotz seiner politischen Gegnerschaft gelang es ihm eine Anstellung als Blockwalter der Nationalsozialistischen Volkswohlfahrt zu finden. Er trat außerdem der Nationalsozialistischen Betriebszellenorganisation bei. Er war Mitglied des Roten Stoßtruppes und diente als Unterverteiler der linkssozialistischen Widerstandsgruppe gegen den Nationalsozialismus. Sein Name befand sich jedoch in einer Liste, die die Gestapo bei Karl Zinn beschlagnahmte. Beuthan wurde am 11. Dezember 1933 verhaftet und im Zellengefängnis Lehrter Straße in Berlin-Moabit inhaftiert. Am 12. Februar 1934 wurde er angeklagt. Am 26. Mai 1934 wurde er zu zwei Jahren Haft wegen Vorbereitung zum Hochverrat verurteilt. Die Untersuchungshaft wurde voll angerechnet und nach einem Gnadenerweis wurde er vor Weihnachten 1935 aus der Haft entlassen.
Er arbeitete anschließend wieder als Blockwalter der Nationalsozialistischen Volkswohlfahrt, verhielt sich aber unauffälliger. Nach dem Zweiten Weltkrieg trat er der KPD bei und wurde schließlich Mitglied der SED.
Er verstarb 1965 in Ost-Berlin.